# Хшановский, Веслав
Веслав Мариан Хшановский (пол. Wiesław Marian Chrzanowski; 20 декабря 1923, Варшава, Польша — 29 апреля 2012, там же) — польский государственный деятель. Маршал Сейма Польши (1991—1993).

## Биография
Родился в семье профессора Варшавского технологического университета и министра времен Второй республики. Во время Второй мировой войны сражался в рядах Польской военной организации (Narodowej Organizacji Wojskowej), входившей в Армию Крайова, участвовал в Варшавском восстании. После войны вступил в Партию труда.
В 1945 г. окончил юридический факультет Ягеллонского университета, получил степень доктора наук и профессора права. Работал в качестве
преподавателя и профессора права в Католическом университете в Люблине.
- 1948—1955 гг. — находился под арестом,
- 1980 г. стал советником движения «Солидарность», в 1981 г. после 21 года для него был снят запрет на профессиональную деятельность в сфере права,
- 1987—1990 гг. — декан факультета канонического и гражданского права и светского в университете Лазарского в Варшаве
- 1989 г. — стал одним из основателей партии Христианско-национальное объединение, в 1989—1994 г. занимал пост председателя совета партии,
- январь-декабрь 1991 г. — министр юстиции и генеральный прокурор,
- 1991 г. — избран в Сейм (глава коалиции Избирательная Католическая Акция),
- 1991—1993 гг. — маршал Сейма,
- 1997—2001 гг. — член Сената.

В 2001 г. заявил об уходе из политики.
Скончался 29 апреля 2012 года.